# Chicoutimi—Le Fjord
Circonscription électorale fédérale du Canada
Chicoutimi—Le Fjord est une circonscription électorale fédérale canadienne de la région administrative du Saguenay–Lac-Saint-Jean, au Québec.
La circonscription est créée en 1924 sous le nom de Chicoutimi par scission de l'ancienne circonscription fédérale de Chicoutimi—Saguenay, l'autre partie devenant la circonscription du Lac-St-Jean. Elle est renommée Chicoutimi—Le Fjord en 2000.
La circonscription, qui diminue fortement en taille lors du redécoupage électoral de 2013, passant de 43 435 km2 à 2 545 km2, contient les arrondissements de Chicoutimi et La Baie de la ville de Saguenay, ainsi que la plupart de la MRC du Fjord-du-Saguenay, soit Saint-Félix-d'Otis, Lalemant, Ferland-et-Boilleau, Rivière-Éternité, L'Anse-Saint-Jean et Petit-Saguenay.
Elle est représentée à la Chambre des communes par Richard Martel, membre du Parti conservateur du Canada, depuis une élection partielle tenue en 2018.

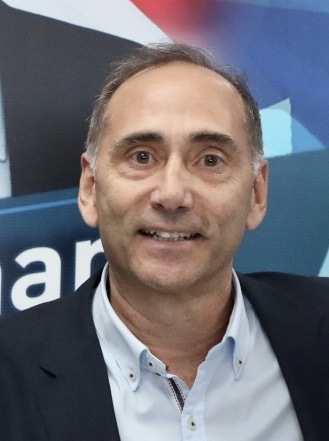
Richard Martel est le député actuel depuis 2018

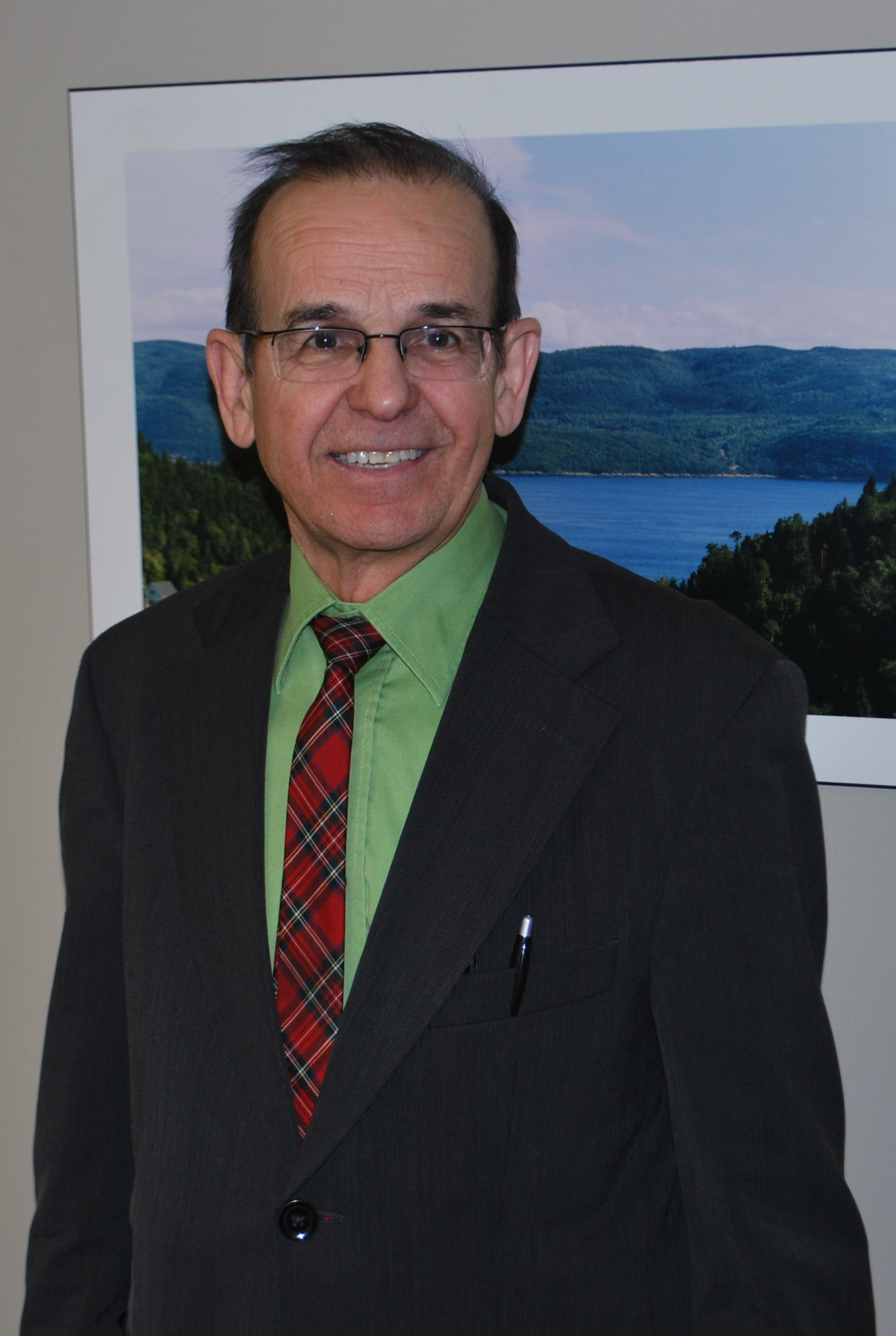
Robert Bouchard est député de Chicoutimi-Le Fjord de 2004 à 2011

## Députés
| Législature                             | Années        | Député                      | Parti | Parti                     |
| --------------------------------------- | ------------- | --------------------------- | ----- | ------------------------- |
| Chicoutimi issue de Chicoutimi—Saguenay |               |                             |       |                           |
| 15e                                     | 1925–1926     | Julien-Édouard-Alfred Dubuc |       | Libéral                   |
| 16e                                     | 1926–1930     | Julien-Édouard-Alfred Dubuc |       | Libéral                   |
| 17e                                     | 1930–1935     | Julien-Édouard-Alfred Dubuc |       | Libéral                   |
| 18e                                     | 1935–1940     | Julien-Édouard-Alfred Dubuc |       | Libéral                   |
| 19e                                     | 1940–1945     | Julien-Édouard-Alfred Dubuc |       | Libéral                   |
| 20e                                     | 1945–1949     | Paul-Edmond Gagnon          |       | Indépendant               |
| 21e                                     | 1949–1953     | Paul-Edmond Gagnon          |       | Indépendant               |
| 22e                                     | 1953–1957     | Paul-Edmond Gagnon          |       | Indépendant               |
| 23e                                     | 1957–1958     | Rosaire Gauthier            |       | Libéral                   |
| 24e                                     | 1958–1962     | Vincent Brassard            |       | Progressiste-conservateur |
| 25e                                     | 1962–1963     | Maurice Côté                |       | Crédit Social             |
| 26e                                     | 1963–1965     | Maurice Côté                |       | Crédit Social             |
| 27e                                     | 1965–1968     | Paul Langlois               |       | Libéral                   |
| 28e                                     | 1968–1972     | Paul Langlois               |       | Libéral                   |
| 29e                                     | 1972–1974     | Paul Langlois               |       | Libéral                   |
| 30e                                     | 1974–1979     | Paul Langlois               |       | Libéral                   |
| 31e                                     | 1979–1980     | Marcel Dionne               |       | Libéral                   |
| 32e                                     | 1980–1984     | Marcel Dionne               |       | Libéral                   |
| 33e                                     | 1984–1988     | André Harvey                |       | Progressiste-conservateur |
| 34e                                     | 1988–1993     | André Harvey                |       | Progressiste-conservateur |
| 35e                                     | 1993–1997     | Gilbert Fillion             |       | Bloc québécois            |
| 36e                                     | 1997–2000     | André Harvey                |       | Progressiste-conservateur |
| 36e                                     | 2000          | André Harvey                |       | Indépendant               |
| 36e                                     | 2000          | André Harvey                |       | Libéral                   |
| Chicoutimi—Le Fjord                     |               |                             |       |                           |
| 37e                                     | 2000–2004     | André Harvey                |       | Libéral                   |
| 38e                                     | 2004–2006     | Robert Bouchard             |       | Bloc québécois            |
| 39e                                     | 2006–2008     | Robert Bouchard             |       | Bloc québécois            |
| 40e                                     | 2008–2011     | Robert Bouchard             |       | Bloc québécois            |
| 41e                                     | 2011–2015     | Dany Morin                  |       | Néo-démocrate             |
| 42e                                     | 2015–2017     | Denis Lemieux               |       | Libéral                   |
| 42e                                     | 2018–2019     | Richard Martel              |       | Conservateur              |
| 43e                                     | 2019–2021     | Richard Martel              |       | Conservateur              |
| 44e                                     | 2021–2025     | Richard Martel              |       | Conservateur              |
| 45e                                     | 2025–en cours | Richard Martel              |       | Conservateur              |

## Circonscriptions limitrophes

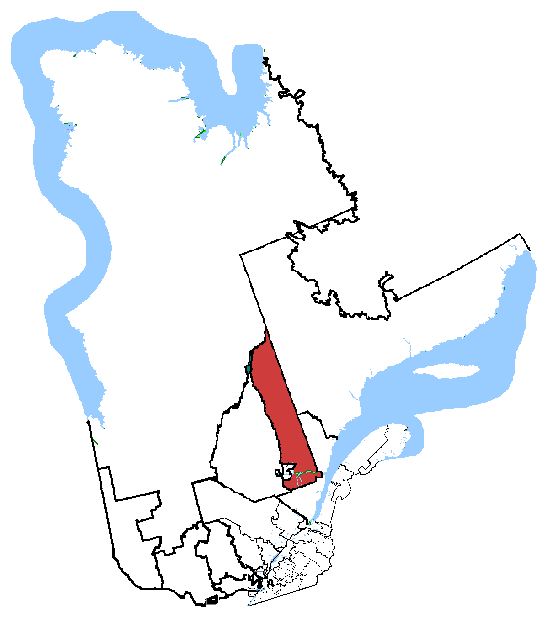
La circonscription de Chicoutimi—Le Fjord telle qu'elle existe jusqu'au redécoupage électoral de 2013.

Jusqu'en 2013, les circonscriptions limitrophes de Chicoutimi—Le Fjord sont :
- Abitibi—Baie-James—Nunavik—Eeyou ;
- Manicouagan ;
- Montmorency—Charlevoix—Haute-Côte-Nord ;
- Roberval—Lac-Saint-Jean ;
- Jonquière—Alma.

Depuis 2013, les circonscriptions limitrophes de Chicoutimi—Le Fjord sont :
- Jonquière ;
- Manicouagan ;
- Beauport—Côte-de-Beaupré—Île d'Orléans—Charlevoix.

## Résultats électoraux
|       | Candidat             | Parti          | # de voix | % des voix |
|       | Caroline Ste-Marie   | Conservateur   | +07 270,  | 16,6 %     |
|       | Élise Gauthier       | Bloc québécois | +08 990,  | 20,52 %    |
|       | Denis Lemieux        | Libéral        | +13 619,  | 31,09 %    |
|       | Dany Morin (sortant) | NPD            | +13 019,  | 29,72 %    |
|       | Dany St-Gelais       | Vert           | +00907,   | 2,07 %     |
| Total | Total                | Total          | 43 805    | 100 %      |

|       | Candidat                        | Parti            | # de voix | % des voix |
|       | Carol Néron                     | Conservateur     | +12 881,  | 25,28 %    |
|       | Robert Bouchard (sortant)       | Bloc québécois   | +14 675,  | 28,8 %     |
|       | Marc Pettersen                  | Libéral          | +02 852,  | 5,6 %      |
|       | Dany Morin                      | NPD              | +19 430,  | 38,13 %    |
|       | Charles-Olivier Bolduc Tremblay | Vert             | +00780,   | 1,53 %     |
|       | Marielle Couture                | Parti Rhinocéros | +00340,   | 0,67 %     |
| Total | Total                           | Total            | 50 958    | 100 %      |

|       | Candidat                  | Parti          | # de voix | % des voix |
|       | Jean-Guy Maltais          | Conservateur   | +16 680,  | 34,91 %    |
|       | Robert Bouchard (sortant) | Bloc québécois | +19 737,  | 41,31 %    |
|       | Marc Pettersen            | Libéral        | +06 425,  | 13,45 %    |
|       | Stéphane Girard           | NPD            | +03 742,  | 7,83 %     |
|       | Jean-François Veilleux    | Vert           | +01 193,  | 2,5 %      |
| Total | Total                     | Total          | 47 777    | 100 %      |